# Берилијум
Берилијум (Be, лат. beryllium) хемијски је елемент, метал IIA групе. Пронашао га је 1798. Луј Никола Воклен, али у елементарном стању добио га је Фридрих Велер тек 1827. године. То је релативно редак елемент, који се у природи најчешће проналази у облику берила тј. берилијумалуминијумсиликата, , а у елементарном стању обично се добија електролизом растопа својих соли (: . То је сребрнастобео, тврд метал, који је знатно лакши и еластичнији од алуминијума са којим ипак испољава низ заједничких хемијских особина. Тако берилијум показује амфотерни карактер, јер се раствара како у јаким киселинама, тако и у јаким базама стварајући одговарајуће соли, по чему се разликује од осталих земноалкалних метала, који ову особину не показују. Са водом елементарни берилијум уопште не реагује, међутим већина његових соли лако се раствара у води већ на собној температури, дајући јој сладак, помало опор укус. Иначе, берилијум се лако оксидује, али је стабилан на ваздуху јер га од даље оксидације и корозије штити танак слој берилијумоксида, BeO: 
Оксиди берилијума су врло тешко топљиве, беле, прашкасте материје које се растварају и у киселинама и у базама. Берилијумоксид улази понекад у састав зубарског цемента и употребљава се као катализатор при синтезама појединих органских материја (углавном естара). Берилијумоксид реагује и са водом, при чему гради берилијумхидроксид, Ве(ОН)2, уз приметно издвајање топлоте: . Међутим, сам бели аморфни хидроксид берилијума веома слабо се раствара у води, а веома добро у засићеном раствору , за разлику од Al(ОН)3, што се користи за издвајање Ве од  приликом прераде берилијумалуминијумсиликата.
Берилијум је, као припадник  групе, веома реактиван и гради велики број једињења која проналазе различите примене. Тако нпр. берилијум веома лако реагује са халогеним елементима: , уз грађење халогенида који су безбојни и веома лако растворљиви у води, а најчешће се издвајају из раствора у облику кристалохидрата: . Берилијум такође може да гради и нитрате: , који се лако растварају не само у води него и у алкохолу. Са водом ови нитрати кристалишу обично у облику: , а при загревању се лако анхидрују и затим прелазе у одговарајуће оксиде. Иначе берилијум гради и сулфате у облику кристалохидрата: , затим карбонате, , и читав низ других једињења.
Употреба берилијума у савременој техници је разноврсна. Метални берилијум се додаје разним легурама, којима придаје важне физичке и механичке особине: побољшава се тврдоћа, еластичност, јачина и отпорност на корозију. Такве су његове легуре са бакром, алуминијумом, никлом, гвожђем итд. Значајна је особина берилијума да лако пропушта рендгенске зраке и зато се употребљава у облику танких плочица као материјал за „прозоре“ на рендгенским цевима кроз које излазе рендгенски зраци. Берилијум се употребљава и у нуклеарној технологији. Тако нпр. служи у атомским реакторима као моделатор за успоравање неутрона који се ослобађају у реакцијама фисије. Берилијумове соли су компоненте светлећих смеша - луминофора са високим светлотехничким особинама. Прозрачни примерци берилијума, обојени разним примесама, употребљавају се и као драго камење: смарагд (зелен), аквамарин (плав) итд. и врло су ретки и скупи.
Комерцијална употреба берилијума захтева кориштење одговарајуће опреме за заштиту од прашине као и индустријске контроле у производњи због велике отровности прашине која садржи берилијум. Таква прашина која се удише може изазвати хроничне алергијске болести опасне по живот код неких особа, назване берилиоза.

## Историја
На основу претпоставки француског свештеника и минералога Р. Ж. Аија, хемичар Луј Никола Вокленје 1789. изоловао берилијум у облику његовог оксида из драгог камења берил а и смарагд а. Недуго након тога немачки научник Мартин Хајнрих Клапрот је добио исто једињење, којем је дао име beryllium (по минералу берилу). Хемијски симбол Be увео је Ј.Ј. Берцелијус 1814. године.
Тек је 1828. научницима Фридриху Велеру је Антоан Бисију успело да добију елементарни берилијум редукцијом берилијум-хлорида са калијумом. Чисти елементарни берилијум је добијен 1899. године путем електролизе натријум тетрафлуорид берилата, што је учинио Пол Лабо. Због слатког укуса берилијумових соли све до 1957. године у Француској за берилијум се користио назив glucinium (грч. γλυκύς = слатко) који је предложио Луј Никола Воклен.
У антици и средњем веку прозирни комади берилијума су служили као чаробно стакло, које је као данашња лупа, повећавало текст и слике при читању. Од назива минерала берила изводи се и латинска реч berillus од чега је настала данашња немачка реч Brille (наочаре), а која је првобитно означавала стакло од берилијума. Берилијум заједно са полонијумом (као изворима алфа зрака) се користио као извор неутрона у атомској бомби Мали дечак, баченој на Хирошиму 1945. године.

## Особине

### Физичке
Елементарни берилијум је челично сиви и тврди метал, на собној температури је крхак и има густо сложену хексагоналну кристалну структуру. Има изузетно велику чврстоћу (Јангов модул 287 GPa) и релативно високу тачку топљења. Модул еластичности берилијума је отприлике 50% виши него код челика. Комбинација овог модула и релативно ниске густине резултирала је необично високом брзином звука у берилијуму. При стандардним условима она износи око 12,9 km/s. Друге значајне особине укључују високу специфичну топлоту (1825 ) и топлотну проводљивост (око 200 −1), које дају берилијуму најбоље карактеристике расипања (одвођења) топлоте по јединици тежине. У комбинацији са релативно ниским коефицијентом линеарног топлотног ширења (експанзије) (11,4×10−6 −1), ове карактеристике резултирају јединственом стабилношћу овог метала у условима термалног пуњења.

### Хемијске
Хемијско понашање берилијума је резултат углавном његовог малог атомског и јонског радијуса. Због тога, он има веома велики јонизацијски потенцијал и јаку поларизацију када се спаја са другим атомима, због чега је у свим својим спојевима ковалентан. У хемијском аспекту, он је више сличан алуминијуму него својим ближим суседима у периодном систему, јер има сличнији однос набоја и радијуса. Берилијум око себе формира заштитни слој оксида који онемогућава даљње реакције са ваздухом, осим ако се загреје изнад 1000 °C. Уколико се запали, берилијум гори светлим пламеном дајући мешавину берилијум оксида и берилијум нитрида. Врло лако се отапа у неоксидативним киселинама, као што је хлороводонична киселина и разблажена , али не и у азотној киселини или води, јер гради оксиде. Овакво понашање је слично као и код металног алуминијума. Берилијум се такође раствара у алкалним растворима.
Атом берилијума има електронску конфигурацију 2. Два валентна електрона дају берилијуму оксидацијско стање +2 и стога има могућност прављења две ковалентне везе; међутим, једини доказ ниже валенције берилијума је у топивости метала у берилијум-дихлориду (BeCl2). Према правилу октета, атом тежи да постигне валенцију 8 односно конфигурацију племенитог гаса. Берилијум тежи да достигне координацијски број 4, јер његове две ковалентне везе попуњавају половину овог октета. Координација 4 омогућава једињењима берилијума, као што су флуориди или хлориди, да граде полимере. Ове особине су примењене у аналитичким техникама користећи ЕДТА као лиганд. ЕДТА првенствено гради октахедралне комплексе – стога апсорбује друге катјоне попут Al3+ који би могли сметати - на пример, у екстракцији растварачима комплекса формираног између 2+ и ацетилацетона. Берилиј(II) врло лако даје комплексе са јаким донирајућим лигандима попут фосфин оксида и арсин оксида. Проведене су исцрпне студије о овим комплексима које су показале стабилност везе O-Be.
Раствори берилијумевих соли попут берилијум-сулфата и берилијум-нитрата су кисели због хидролизе јона .
Други производи хидролизе укључују тримерни јон . Берилијум хидроксид 2 није растворљив чак ни у киселим растворима са pH нижом од 6, односно на биолошкој pH вредности. Он је амфотеран и раствара се у јаким базичним растворима.
Берилијум гради бинарна једињења са многим неметалима. Анхидридни халиди су познати за флуор, хлор, бром и јод. 2 има структуру сличну силицијум-диоксиду са тетрахедром у којем 4 деле врхове. 2 и 2 имају ланчану структуру са тетрахедром у којем деле ивице. Сви берилијумови халиди имају линеарну мономерску структуру у гасовитом стању.

### Изотопи
Стабилни и нестабилни изотопи берилијума су настали у звездама, међутим они немају дуго време постојања. Вјерује се да је највећи део берилијума у свемиру првобитно настао у међузвезданом медију када су космички зраци индуковали фисију тежих елемената који су се тада налазили у међузвезданој прашини и гасу. Примордијални берилијум садржи само један стабилни изотоп, 9Be, стога је берилијум моноизотопни елемент.
Космогенски радиоактивни 10Be настаје у Земљиној атмосфери деловањем космичких зрака на кисеоник и његовим распадањем. Изотоп 10Be се акумулира на површини тла, где има релативно дуго време полураспада од 1,36 милиона година, након чега се полако распада на бор B10. Стога 10 и његове кћерке изотопи се користе за испитивање природне ерозије тла, формирање тла и развој латеритних земљишта, као и климатска мерења варијације Сунчеве активности и старости ледених кора.
Производња изотопа 10Be је обрнуто пропорционална интензитету Сунчеве активности, јер повећање соларног ветра током периода високе Сунчеве активности смањује флукс галактичких космичких зрака који долазе до Земље. Нуклеарне експлозије такође производе 10Be путем реакције брзих неутрона са изотопом 13 у угљен-диоксиду из ваздуха. Ово је један од показатеља ранијих активности на местима где је у прошлости тестирано нуклеарно оружје. Изотоп 7Be са временом полураспада око 53 дана је такође космогеног порекла и има атмосферску распрострањеност зависну од Сунчевих пега, слично као и 10.

## Распрострањеност
У саставу Сунца концентрација берилијума износи око 0,1 ppb (1 • 10-8%) У Земљиној кори, берилијум има концентрацију од 2 до 6 ppm (0,0002%-0,0006%). Највише је концентрисан у тлу, 6 ppm, а пронађен је и у количинама од 0,2 ppt (делова трилиона) у морској води. У траговима је пронађено присуство 9 у Земљиној атмосфери. По другим изворима, количина берилијума у морској води је готово занемарива, чинећи само 0,0006 ppb (делова милијарде) по масеном уделу. Међутим, у текућим водама, берилијум је распрострањен далеко више, те чини око 0,1 ppb по масеном уделу.
Берилијум је пронађен у саставу преко 100 минерала, али већина њих су врло ретки минерали. Најчешћи и најраспрострањенији минерали који садрже берилијум укључују: бертрандит, берил, хризоберил и фенакит. Врло скупоцјене форме берила су у облику драгих камења попут аквамарина, црвеног берила и смарагда. Зелена боја у формама берила као драгог камења јавља се због одређених количина примеса хрома (око 2% садржаја смарагда).
Две главне руде берилијума, берил и бертрандит су пронађени у Аргентини, Бразилу, Индији, Мадагаскару, Русији и у САД. Укупне светске резерве руде берилијума се процењују на преко 400.000 тона.

## Употреба
Процењује се да се највећи део произведеног берилијума утроши у војне сврхе, тако да детаљне информације нису лако доступне.

### Радијацијски прозори
Због његовог ниског атомског броја и врло слабе апсорпције x-зрачења, најстарија, али до данас најзначајнија, примена берилијума је у склопу радијацијског прозора за рендгенске уређаје. Екстремно велика потражња је усмерена на чистоћу берилијума како би се избегле мрље или сене на рендгенским сликама. У сврху радијацијских прозора користе се танке фолије од берилијума које се стављају на детекторе x-зрака, чиме се екстремно ниском апсорпцијом минимизирају ефекти загревања узроковани нискоенергетским x-зрацима високог интензитета, карактеристични за синхротронску радијацију. Прозори који вакуумски изолирају и цеви за експерименте радијације на синхротрону се израђују искључиво од берилијума. У научним поставкама за различита проучавања емисије x-зрака (на пример спектроскопија x-зраковима које распршују енергију), држач узорка се обично прави од берилијума, јер x-зраци које он емитује имају знатно ниже енергије (око 100 eV) од x-зрака већине материјала који се проучавају том методом.

### Механичке апликације
Због своје крутости, мале тежине и димензионалне стабилности у широком температурном распону, метални берилијум се користи за израду лаких структурних компоненти у војној и авиоиндустрији, за делове екстремно брзих авиона, наводећих пројектила, свемирских летелица и вештачких сателита. Неке врсте ракета на течна горива користе дизне мотора сачињене од чистог металног берилијума. Прах берилијума је такође испитиван као ракетно гориво, али таква замисао никад није реализована. Мањи број ексклузивних костура за бицикле је направљено са берилијумом, али такви примерци имају енормно високе цене. У периоду између 1998. и 2000. године, тим Макларена у Формули 1 користио је моторе Мерцедес-Бенз са клиповима начињеним од легуре алуминијума и берилијума. Међутим, кориштење компоненти мотора израђених од легура берилијума је забрањено, након што се жалила екипа Скудерија Ферари.
Додавањем око 2% берилијума у бакар добија се легура названа берилијум бакар, која је шест пута снажнија од чистог бакра. Легуре берилијума се користе у разне сврхе због својих особина, где се комбинују његова еластичност, велика електрична и топлотна проводљивост, велика издржљивост и тврдоћа, немагнетичне особине као и велика отпорност на корозију и замор материјала. Неке од ових апликација укључују израду алата који не варничи, а који се може употребљавати у околини где има запаљивих гасова (берилијум никл), за прављење опруга и мембрана (легуре берилијум никл и берилијум жељезо) кориштених у хируршким инструментима као и уређаја који се користе у окружењу изложеном високим температурама. Додавањем само 50 делова берилијума на милион при легирању са течним магнезијумом добија се легура са изразито повећаном отпорношћу према оксидацији и са смањеном запаљивошћу.

### Огледала
Од посебног значаја су огледала начињена од берилијума. Огледала великих површина, често у облику који подсећа на пчелиње саће, користе се, на пример, у метеоролошким сателитима када је од есенцијалног значаја да он буде мале тежине и дугорочно димензионално стабилан. Мања огледала од берилијума се користе у склопу оптичких контролних система и система за контролу паљбе, на пример у немачким главним борбеним тенковима Леопард 1 и Леопард 2. У овим системима, неопходно је имати могућности врло брзе покретљивости огледала, што даље поновно захтева њихову лакоћу и велику чврстоћу. Обично су огледала од берилијума обложена тврдим облогама од електролитичко нанесеног никла, који се може много лакше полирати са финијим оптичким особинама од самог берилијума. Ипак, у неким областима, сам берилијум се полира без икаквих облога. Ово је нарочито примењиво у криогеним операцијама где излагањем температури може доћи до савијања облоге услед термалног ширења.
Свемирски телескоп Џејмс Веб ће имати 18 хексагоналних секција начињених од берилијума за своја огледала. Пошто је предвиђено да овај телескоп ради на температурама од 33 K, његова огледала су начињена од берилијума, те имају могућност да издрже екстремну хладноћу много боље од стакла. Берилијум се много мање скупља и деформише од стакла, односно остаје мање-више униформан, на тако ниским температурама. Из истог разлога, оптика уграђена на свемирском телескопу Спајцеру је у потпуности направљена од металног берилијума.

### Остало
Берилијум није магнетичан. Стога се алати израђени од берилијума користе у поморским и војним деминерским јединицама за рад на минама или у вези поморских мина, пошто су оне најчешће дизајниране да детонирају путем магнетских упаљача. Он се такође налази у саставу материјала за одржавање и конструкцију уређаја за снимање магнетном резонанцом (МРИ машине) због то што се генеришу јака магнетска поља. У пољима радиокомуникације и снажних (обично војних) радара, ручни алати од берилијума се користе за подешавање високо магнетских клистрона, магнетрона и слично, који се користе за генерирање снаге микроталаса високог нивоа у одашиљачима.

## Отровност
Процењује се да је у људском организму садржано око 35  берилијума, међутим та количина се не сматра опасном. Берилијум је хемијски доста сличан магнезијуму те га стога може може истиснути из ензима који га садрже, што може довести до поремећаја рада тих ензима. Хронична берилиоза је плућна и систематска грануломатозна болест која се јавља удисањем прашине или пара контаминираних берилијумом. До овог обољења може доћи било кад се особа изложи већим количинама берилијума за кратко време или да се дужи временски период излаже мањим количинама. Симптоми болести се могу јављати и до пет година пре него што се болест потпуно развије. Око трећине оболелих умре а уколико пацијент преживи често остаје парализиран или инвалид. Међународна агенција за истраживање рака (IARC) је берилијум и једињења берилијума ставила у категорију 1 канцерогених супстанци.
Акутна берилијумска болест у облику хемијског пнеумонитиса је први пут описана у Европи 1933. и у САД 1943. године. Истраживање је показало да је око 5% радника у фабрици која је производила флуоресцентне светиљке 1949. године у САД имало плућне болести узроковане берилијумом. Хронична берилиоза има доста сличности са саркоидозом у многим аспектима, те је диференцијална дијагноза често отежана. Сматра се да је она била узрок смрти многих радника у почетку израде нуклеарног оружја, као што је случај Херберта Л. Андерсона.
Берилијум се може наћи и у угљеној шљаци. Када се шљака преради у абразивно средство за уклањање боја и рђе са тврдих површина, берилијум се може ослободити у ваздух и тако постати извор токсичности. Рани истраживачи су тестирали берилијум и разне његове спојеве те су, након што су утврдили да има сладак укус, на тај начин утврђивали и његово присуство. Модерна дијагностичка опрема више не захтева ову високоризичну процедуру па више није неопходно да се проба укус ове врло отровну супстанце. Берилијумом и његовим једињењима се треба врло пажљиво руковати те се у раду с њим морају предузети посебне мере и настојати спречити отпуштање праха берилијума у ваздух. Као могући исход продуженом излагању праху берилијума могућа је појава рака плућа. Иако је престала употреба берилијумових једињења у флуоресцентним светлећим цевима од 1949. године, и даље постоји потенцијални ризик излагању берилијуму у нуклеарној и аеронаутичкој индустрији, као и у индустрији рафинисања метала берилијума и топљења легура које садрже берилијум, изради електронских уређаја и кориштењем других материјала који садрже берилијум.